# 도리하마역
도리하마역(일본어: 鳥浜駅)은 일본 가나가와현 요코하마시 가나자와구에 있는 요코하마 신도시 교통 가나자와 시사이드 라인의 역이다. 역 번호는 3이다.

## 역 구조
섬식 승강장 1면 2선의 고가역이다. 고가 밑에 역사가 있지만 무인역이다. 자동 개찰기와 자동 매표기가 설치되어 있다. 자동 매표기는 2005년에 갱신되어 동년 3월 23일부터 사용 개시되었다.

### 승강장
| 번호 | 노선          | 방향 | 행선                            |
| ---- | ------------- | ---- | ------------------------------- |
| 1    | 시사이드 라인 | 하행 | 핫케이지마・가나자와핫케이 방면 |
| 2    | 시사이드 라인 | 상행 | 신스기타 방면                   |

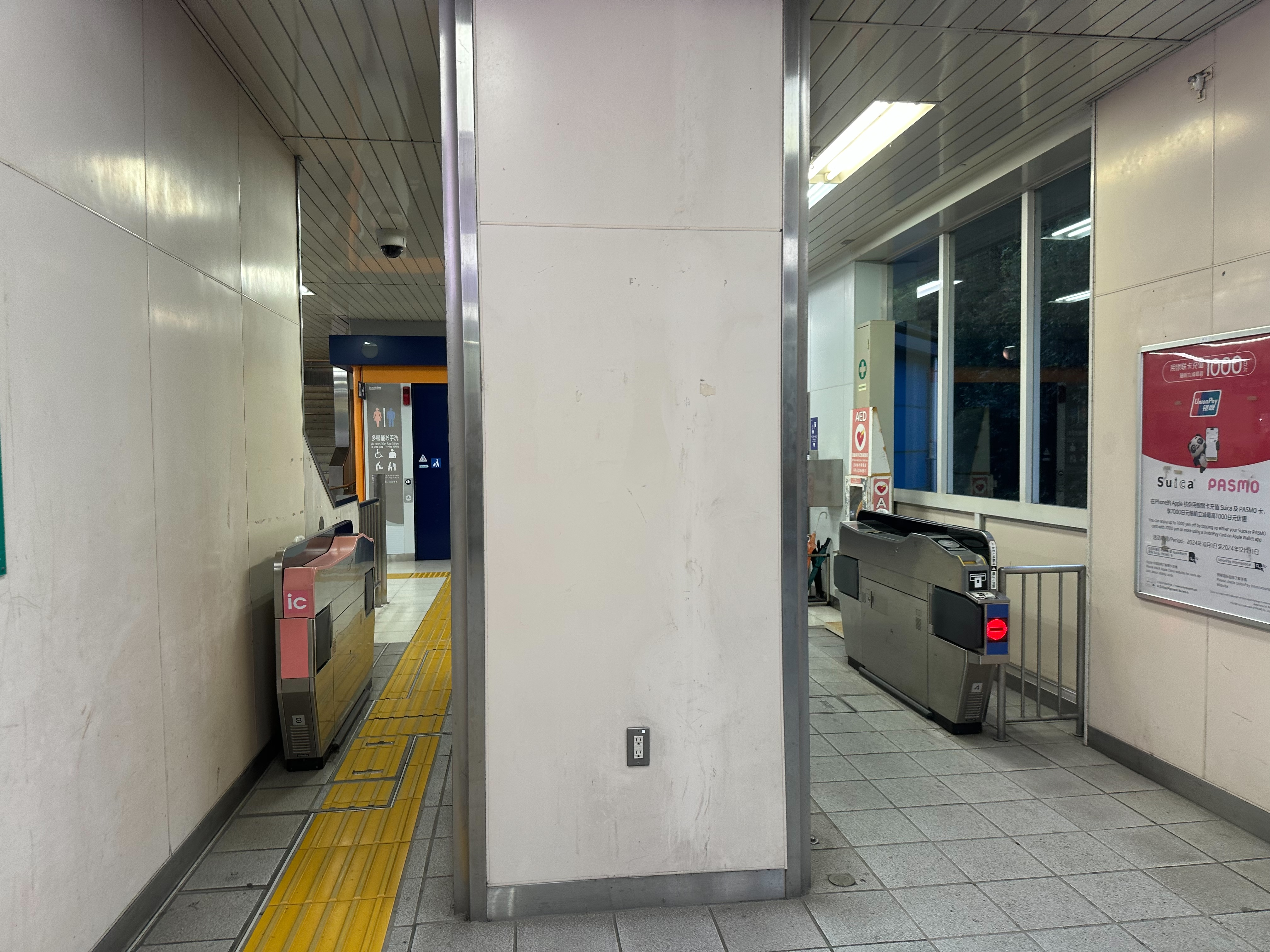
개찰구

## 역 주변
- 미쓰이 아울렛 파크 요코하마 베이 사이드 - 도보 5분.
- 요코하마 베이 사이드 마리나
- 야마다 전기・다이쿠마
- 소테쓰 로젠
- 데니스 도리하마점
- 수도고속도로 완간 선
- 국도 357호선
- 가나가와 현립 가나자와 종합 고등학교
- 현립 가나자와 양호 학교
- 가나가와 현 경찰 제1기동대
- 요코하마 엘리베이터 도리하마 공장
- 토요 냉장 요코하마 냉동 공장

## 역사
- 1989년 7월 5일: 영업 개시.
- 2005년 3월 23일: 자동 매표기 갱신, 사용 개시.

## 인접역
| 요코하마 신도시 교통 가나자와 시사이드 라인 | 요코하마 신도시 교통 가나자와 시사이드 라인 | 요코하마 신도시 교통 가나자와 시사이드 라인 |
| ------------------------------------------- | ------------------------------------------- | ------------------------------------------- |
| 2 난부시조 신스기타 방면                    |                                             | 나미키키타 4 가나자와핫케이 방면            |